# Sainte-Apolline-de-Patton
Sainte-Apolline-de-Patton est une municipalité du Québec (Canada) faisant partie de la municipalité régionale de comté de Montmagny elle-même comprise dans la région administrative Chaudière-Appalaches.

## Toponymie
La municipalité est nommée en l'honneur d'Apolline d'Alexandrie, le cardinal Louis-Nazaire Bégin plaça la paroisse sous son patronage en gage de confiance et de foi en la localité.
Quant à l'élément Patton, il rappelle le canton du même nom où la municipalité est située. Le nom du canton rappelle le souvenir de William Randall Patton qui était un riche marchand de bois de Québec.

## Histoire

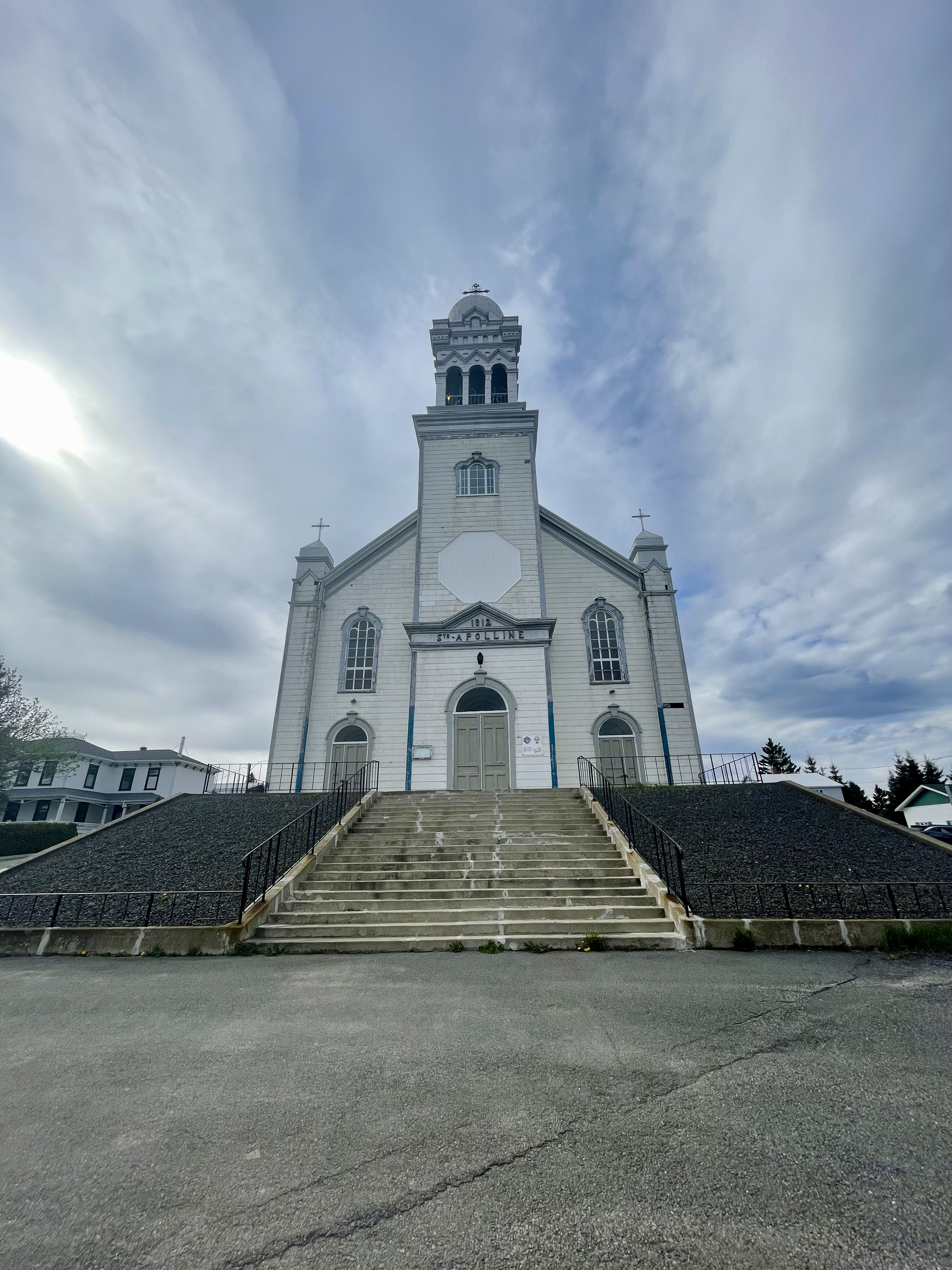
Église Sainte-Apolline

Sainte-Apolline-de-Patton a été fondée en 1902 par des colons de Cap-Saint-Ignace. Ils sont arrivés par ce qu'on appelle aujourd'hui la route de l'Espérance.

### Chronologie
- 14 décembre 1909 : Élection de la municipalité de paroisse de Sainte-Apolline-de-Patton.

### Héraldique
| Espoir dans l'avenir |
| -------------------- |

| L'écu de Sainte-Apolline-de-Patton se blasonne ainsi : D'azur à une bande d'or chargée d'une cotice ondée d'azur, accompagnée en chef d'un soleil et, en pointe, d'une lame de scie circulaire, le tout d'or. |

## Géographie
Plusieurs cours d'eau coulent sur le territoire de la municipalité divisé en deux bassins versants, le bassin de l'estuaire moyen du Saint-Laurent :
- Bras Saint-Nicolas
  - Rivière Cloutier
  - Rivière Méchant Pouce
- Rivière Fraser

Et le bassin du fleuve Saint-Jean :
- Rivière Noire Nord-Ouest
  - Rivière Gauthier
  - Rivière Devost

## Démographie
| 1911 | 1921 | 1931 | 1941  | 1951  |
| ---- | ---- | ---- | ----- | ----- |
| 578  | 766  | 896  | 1 093 | 1 241 |

| 1956  | 1961  | 1966 | 1971 | 1976 |
| ----- | ----- | ---- | ---- | ---- |
| 1 175 | 1 159 | 953  | 921  | 827  |

| 1981 | 1986 | 1991 | 1996 | 2001 |
| ---- | ---- | ---- | ---- | ---- |
| 846  | 811  | 719  | 705  | 638  |

| 2006 | 2011 | 2016 | 2021 | - |
| ---- | ---- | ---- | ---- | - |
| 678  | 621  | 542  | 505  | - |

## Administration
Les élections municipales se font en bloc pour le maire et les six conseillers.
| Sainte-Apolline-de-Patton Maires depuis 2001                                                                         |                 |                        |          |
| Élection | Maire           | Qualité                | Résultat |
| 2001 | Gilles Couture  |                        | Voir     |
| 2005 | Gilles Turcotte |                        | Voir     |
| 2006 | Thérèse Mercier |                        | Voir     |
| | Karine Nadeau   |                        | Voir     |
| 2013 | Karine Nadeau   | Voir                   |          |
| 2017 | Lucien Lavoie   |                        | Voir     |
| juin 2018 | Mario Nadeau    | Pro-maire              | Voir     |
| nov. 2018 | Bruno Gagné     | Conseiller (2017-2018) | Voir     |
| 2021 | Bruno Gagné     | Conseiller (2017-2018) | Voir     |
| Élection partielle en italique Depuis 2005, les élections sont simultanées dans toutes les municipalités québécoises |                 |                        |          |

## Éducation
Durant l'année 2025-2026, l'école de Sainte-Apolline compte 17 élèves. Un seuil de 20 élèves est obligatoire pour recevoir du financement du ministère de l'Éducation. En conséquence, la continuité de son existence est mise en question en 2025.